# برج معدن قلعه
برج معدن قلعه مربوط به دوره قاجار است و در شهرستان عشق‌آباد، روستای معدن قلعه واقع شده و این اثر در تاریخ ۲۲ آبان ۱۳۸۶ با شمارهٔ ثبت ۱۹۹۹۳ به‌عنوان یکی از آثار ملی ایران به ثبت رسیده است.